# جينيفر أ. نيلسن
جينيفر أ. نيلسن (بالإنجليزية: Jennifer A. Nielsen)‏ (10 يوليو 1971 في الولايات المتحدة)؛ كاتِبة ومؤلِّفة، مُتخصِّصة في أدب الأطفال وروائية أمريكية.